# Fogochia
Fogochia (auch: Faghochia, Fagochia,  Fagoschia, Fagoshia) ist ein Dorf in der Landgemeinde Ingall in Niger.

## Geographie
Das von einem traditionellen Ortsvorsteher (chef traditionnel) geleitete Dorf liegt auf einer Höhe von 388 m in der Landschaft Irhazer. Es befindet sich rund 53 Kilometer nördlich des Hauptorts Ingall der gleichnamigen Landgemeinde und des gleichnamigen Departements Ingall, das zur Region Agadez gehört. Zu den Siedlungen in der näheren Umgebung von Fogochia zählen Injitan im Südosten und Tegguida-n-Tessoum im Nordwesten. Nördlich des Dorfs erhebt sich der 553 m hohe Berg Azouza.

## Bevölkerung
Bei der Volkszählung 2012 hatte Fogochia 337 Einwohner, die in 65 Haushalten lebten. Bei der Volkszählung 2001 betrug die Einwohnerzahl 166 in 31 Haushalten und bei der Volkszählung 1988 belief sich die Einwohnerzahl auf 79 in 12 Haushalten.

## Wirtschaft und Infrastruktur
Die Solequellen von Fogochia sind ein Anziehungspunkt für Nomaden, die Rinder und Kamele halten. Dazu zählen Angehörige der Tuareg-Gruppen Igdalen und Kel Fadey. Besonders während der Cure Salée, der alljährlichen Zusammenkunft nomadischer Viehzüchter in der Gemeinde Ingall, werden die Quellen intensiv aufgesucht. Es gibt eine Schule im Dorf. Durch Fogochia führt die 110 Kilometer lange Route 103 zwischen Assawas und Tegguida-n-Tessoum. Es handelt sich um eine einfache Piste.